# Immigration portugaise en France
L'immigration portugaise en France est un phénomène migratoire qui a commencé pendant la Première Guerre mondiale et dont le pic a eu lieu principalement dans les années 1960 et 1970, avec les arrivées de populations fuyant la dictature ou en quête de meilleures conditions de vie.
À partir de 1973, avec la crise économique mettant fin aux trente glorieuses et la révolution des Œillets achevant la dictature au Portugal en 1974, le flux a commencé à se réduire progressivement. Aujourd'hui, il y a environ 1,7 à 3 million de personnes d'origine portugaise vivant en France, principalement dans les grandes villes et en banlieue (comme dans le Val-de-Marne ou à Saint-Denis).

## Histoire

### XIXe siècle
Avant la Première Guerre mondiale, les Portugais ne constituent qu'une minorité dans la population étrangère en France. Ils ne sont que 1237 à être recensés en 1876, et ce chiffre ne connaît aucune évolution particulière jusqu'à la guerre. Ce sont des migrations individuelles minoritaires.

### Première Guerre mondiale
Le 19 février 1916, l'ambassadeur du Portugal à Paris rencontre le ministre de l'Agriculture français, Jules Méline, pour initier une politique commune d'immigration. La France demande au Portugal une immigration conventionnée de travailleurs. Cependant, le nouvel État portugais, en quête de légitimité, souhaitait plutôt envoyer des troupes militaires. Le Portugal a finalement signalé une convention d'immigration le 28 octobre 1916, qui a permis l'arrivée de 15 000 Portugais en France. Ceux-ci ont surtout travaillé dans les usines de guerre. Néanmoins, le Portugal a aussi pu contribuer à l'effort militaire par l'envoi des corps expéditionnaires portugais en France ainsi que du Corps d'artillerie lourde portugaise.

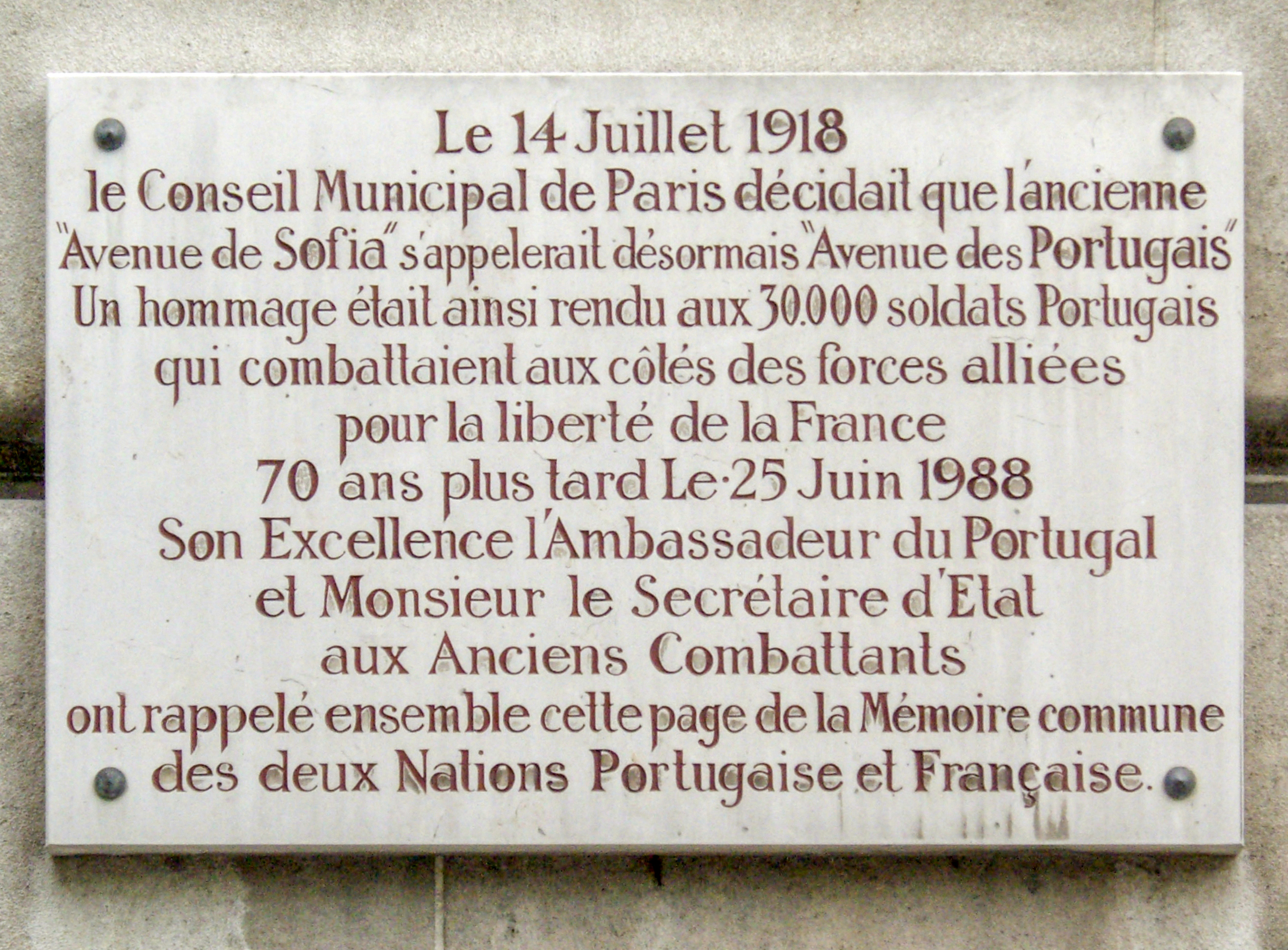
Plaque commémorative de l’avenue des Portugais.

En 1918, une avenue des Portugais a été inaugurée à Paris. Ce nom rend hommage au corps expéditionnaire envoyé par Lisbonne (ce qui représente 56 000 hommes).

### Entre-deux-guerres
A l'issue de la guerre, le Portugal refuse de signer une convention d'immigration avec la France, alléguant un besoin de main-d’œuvre dans son propre pays. Cette impossibilité d'une politique commune d'immigration conduit la France à ne pouvoir qu'accepter les travailleurs volontaires portugais qui se présentent à la frontière et pour lesquels elle crée un dépôt de travailleurs portugais et espagnols sur la frontière, à Hendaye. Entre 1919 et 1931, 75 000 Portugais viennent travailler en France, surtout des hommes peu qualifiés. Cette absence de conventions migratoires fait que les conditions de travail et les droits sociaux des Portugais, à une époque où les droits des étrangers dépendent des accords bilatéraux faits avec le pays d'origine, sont très mauvais.
Les Portugais sont les premiers touchés par la crise économique de 1929 et la vague xénophobe qui s'ensuit en France. De 49 000 en 1931, ils ne sont plus que 26 000 en 1936. Arrivés souvent quelques années auparavant, peu intégrés, travailleurs précaires, ils sont les premières victimes des vagues de licenciement. Parallèlement à cette politique de départ, ce sont aussi les arrivées qui sont combattues avec un accroissement du contrôle frontalier aux Pyrénées.

### Seconde Guerre mondiale
Le début de la Seconde Guerre mondiale encourage de nouveaux départs. Ils ne sont plus que 20 000 à résider en France. Parmi ceux-ci, 500 se sont engagés dans la Résistance contre l'occupation nazie, quoique relativement protégés, car le Portugal était neutre. Ils n'étaient donc pas considérés comme des ennemis et ne relevaient pas du STO.

### Après guerre

#### Flux
Quoique la France soit demandeuse de travailleurs pour la reconstruction du pays, la dictature portugaise cherche à empêcher les départs, elle refuse tout accord d'immigration avec la France et les départs à l’étranger sont même temporairement interdits en 1947. Le gouvernement crée aussi la Junte d’Émigration qui a surtout pour fonction de dissuader les départs et de réduire les flux. De ce fait, il n'y eut que très peu d'émigration dans la première décennie d'après-guerre.

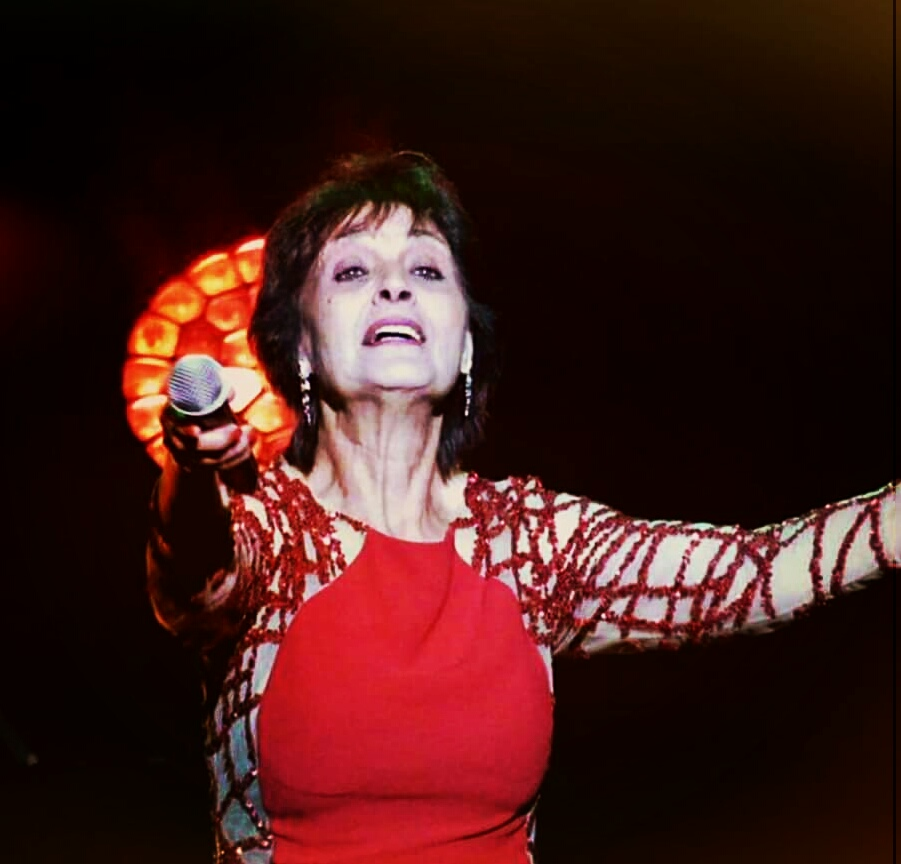
Linda De Suza est une chanteuse de variété française issue de l'immigration portugaise

À partir du milieu des années 1950, souffrant de la dictature de Salazar qui sévit au Portugal depuis 1926, de nombreux Portugais décident de quitter leur pays et de tenter leur chance en France, des réseaux de passeurs se sont développés. La France accueille de plus en plus de jeunes hommes portugais, souvent indigents, issus de l'agriculture et venus illégalement. La France accueille favorablement ces arrivées, quoique le Portugal accroisse encore ses mesures répressives (l'émigration irrégulière est passible de deux ans de prison à partir de 1961). Les emplois peu qualifiés sont largement disponibles en France et celle-ci facilite les régularisations a posteriori (qui ne sont interdites qu'au début des années 1970).
À partir des années 1960, la stagnation économique du Brésil, destination traditionnelle, et des dispositions prises par la France pour attirer les travailleurs portugais (afin de faire concurrence aux travailleurs nord-africains, considérés comme indésirables par le gouvernement français) donnèrent une ampleur exceptionnelle à l'immigration portugaise en France. Ainsi, le 7 avril 1964, le ministre de l'Intérieur envoie une circulaire aux préfets pour les enjoindre à laisser les Portugais pénétrer sur le territoire français, même sans passeports. Cette mesure est d'autant plus facilitée par la politique espagnole qui donne des sauf-conduits d'un mois aux émigrés portugais, le temps qu'il leur faut pour traverser l'Espagne et atteindre la France. Ce double passage de la frontière s'appelle le salto. Environ 900 000 Portugais auraient émigré en France entre 1957 et 1974 (date de la révolution des Œillets), dont plus de la moitié de manière clandestine pour fuir la dictature, avec un pic entre 1969 et 1971 de 350 000 entrées. En 1975, la communauté portugaise installée en France atteignait 750 000 personnes, constituant la première communauté étrangère en France (alors qu'ils n'étaient que 296 400 en 1968).
Pour échapper aux conflits qui opposent le Portugal à ses colonies africaines pour leur indépendance, des dizaines de milliers de soldats insoumis ou déserteurs émigrent à l'étranger, particulièrement en France. Ils sont aussi très bien accueillis dans les pays scandinaves.

#### Arrivée
Les arrivées des immigrés portugais sont cependant très précaires, beaucoup arrivent dans des bidonvilles. Le principal est celui de Champigny qui accueille 14 000 personnes en 1964. Les bidonvilles sont certes des espaces précaires, mais aussi des lieux de sociabilisation qui offrent une première porte d'entrée des réseaux de connaissances et de travail qui facilitent l'intégration des nouveaux arrivants, comme en témoigne Baptista de Matos dans son entretien pour le musée de l'Immigration. Cela a ralenti les relogements opérés par le gouvernement à partir des années 60. Les bidonvilles ont néanmoins disparus dans les années 70 et les Portugais ont été relogés dans des cités de transit ou des HLM souvent précaires.
Les principaux postes de recrutement étaient les milieux du bâtiment et de la construction. Les Trente Glorieuses ont en effet été marqués par de grands projets économiques comme la construction du RER parisien ou des autoroutes françaises.

### Révolution portugaise
La révolution de 1974 n'est pas l'occasion d'un flux massif, la majorité des Portugais émigrés restent en France, d'autant que la situation économique du nouveau Portugal est assez faible, d'autant qu'il est très touché par le choc pétrolier de 1973. L'argent envoyé par les émigrés à leur famille devient essentiel pour l'économie portugaise.

### L'Europe
L'entrée du Portugal dans la CEE permet aux Portugais de bénéficier de la libre circulation en 1982, confirmée par les accords établissant l'Espace Schengen en 1985.
Le nombre de Portugais, s'il connaît une légère hausse lors du recensement de 1982 par rapport à celui de 1975 (767 300 ressortissants pour 758 900) ne cesse cependant par la suite de décroître. Ils sont 649 900 en 1990 et 555 600 en 1999. Ces baisses sont dues aux retours au Portugal, mais aussi à l'intégration de la population : la deuxième génération devient française, les naissances ne compensent plus les morts. Les mariages mixtes contribuent aussi à la diminution de cette population en France.

## Démographie
En 2015, Michèle Tribalat, dans une estimation des populations d'origine étrangère en 2011, estime à au moins 1,5 million le nombre de personnes d'origine portugaise sur trois générations en 2011, selon la répartition suivante :
| Pays d'origine (milliers) | Immigrés (tous âges confondus) | 1re génération née en France (tous âges confondus) | 2e génération née en France (moins de 60 ans uniquement) | Total |
| ------------------------- | ------------------------------ | -------------------------------------------------- | -------------------------------------------------------- | ----- |
| Portugal                  | 592                            | 613                                                | 317                                                      | 1 522 |

Note : pour la 2e génération née en France, seules les personnes âgées de moins de 60 ans sont prises en compte. 
Par ailleurs, selon cette même étude de Michèle Tribalat, les personnes d'origine portugaise sur trois générations représentent 2,7 % de la population française des moins de 60 ans en 2011.

## Destinations

### Île-de-France
Dans les années 1960, de nombreux immigrés portugais constituèrent le bidonville de Champigny-sur-Marne, qui compta plus de 10 000 habitants.
Plusieurs autres bidonvilles de Portugais se sont constitués comme celui de Massy par exemple ou encore celui des Francs-Moisins à Saint-Denis. Les bidonvilles disparurent entre la fin des années 1960 et le début des années 1970 et furent remplacés par des cités HLM.
Depuis 1988, l'église de Marie-Médiatrice-de-Toutes-les-Grâces est confiée à la communauté portugaise de Paris sous le nom de « Notre-Dame-de-Fatima-Marie-Médiatrice ».

### Corse
En 2004, la communauté portugaise en Corse est l'une des plus importantes communautés avec plus de 13 000 Portugais.

## Médias
- Radio Alfa, radio lusophone émettant en Île-de-France

## Dans les arts
- Portugais et population d'origine portugaise en France de Jorge Rodrigues Ruivo[17]
- La Valise en carton de Linda de Suza
- 100 ans d'histoire des Portugais en France de Marie-Christine Volovitch-Tavares[18]

### Filmographie
- Les Gens des Baraques de Robert Bozzi
- La Valise en carton, adaptation de l'autobiographie de Linda de Suza
- Sans elle d'Anna de Palma, 2003.
- La Photo déchirée : chronique d'une émigration clandestine, film documentaire de José Vieira, Centre national de la cinématographie (CNC), Images de la Culture, Paris, 2004, 53 min (VHS)
- Un siècle d'intégration : 4 documentaires de 26 minutes, réalisés par Véronique Meriadec, Médiathèque des trois mondes, 2004 (DVD). Contient notamment : Je viens du Portugal.
- Le Pays où l'on ne revient jamais, suivi de La Double Vie des Rodrigues, film documentaire réalisé par José Vieira, La Huit distribution, Paris, 2007, 129 min (DVD + brochure). Contient : Week-end en Tosmanie, Fado-blues, Les Enfants de l'association.
- Gens du salto, film réalisé par José Vieira, la Huit production (éd., distrib.), Paris, 2007, 195 min (3 DVD + brochure). Contient : La photo déchirée, Les Chants du déserteur, Seixas, Paris, Londres, La Traversée pour Paris, Un aller simple, Complices d'évasion, Passagers clandestins.
- Moradores, film de Jeanne Dressen, L'Harmattan, Paris ; Les Films d'Ilje, 2008, 52 min (DVD)
- La Cage dorée, film de Ruben Alves, sorti en 2013
- MENINA, film de Cristina Pinheiro, sorti en 2017
- O Salto (Le Saut), Christian de Chalonge, 1968, Prix Jean-Vigo 1968, L'exil en France de réfractaires aux guerres coloniales portugaises

### Reportages
- Reportage de l'Ina ; Bidonville à Nanterre
- Reportage de l'Ina ; L'Insertion des Portugais en France

### Musiques
- Les Gens des Baraques de La Harissa et de Linda de Suza
- Le Portugais de Linda de Suza